# Burlada
Burlada (em castelhano) ou Burlata (em basco) é um município da Espanha, na província e comunidade foral (autónoma) de Navarra, com 2,12 km² de área. Em 2021 tinha 19 723 (densidade: 9 303,3 hab./km²).

## Demografia
| Variação demográfica do município entre 1991 e 2004 | Variação demográfica do município entre 1991 e 2004 | Variação demográfica do município entre 1991 e 2004 | Variação demográfica do município entre 1991 e 2004 |
| --------------------------------------------------- | --------------------------------------------------- | --------------------------------------------------- | --------------------------------------------------- |
| 1991                                                | 1996                                                | 2001                                                | 2004                                                |
| 15003                                               | 15366                                               | 17164                                               | 18040                                               |

1. ↑  «Cifras oficiales de población resultantes de la revisión del Padrón municipal a 1 de enero» (ZIP). www.ine.es (em espanhol). Instituto Nacional de Estatística de Espanha. Consultado em 19 de abril de 2022